# لمور موشی قهوه‌ای
 لمور موشی قهوه‌ای (نام علمی: Microcebus rufus) نام یک گونه از سرده لمورهای موشی است.